# Híres vízilovak listája

## A valóságban

### Nílusi vízilovak Magyarországon

#### Fővárosi Állat- és Növénykert
- Jusztina(wd)
- Tücsök(wd)

#### Nagyerdei Kultúrpark
- Linda(wd)
- Szigfrid(wd)

#### Pécsi Állatkert és Akvárium-Terrárium
- Ágnes
- Bálint

#### Korábban Magyarországon élt ismertebb vízilovak
Más országban élő vízilovak
- Buborék, a Pécsi Állatkertben  született, a Dvorec Zooban élő víziló

Elpusztult vízilovak
| Név      | Születés ideje | Születés helye | Halál ideje        | Halál helye                   | Megjegyzés |
| -------- | -------------- | -------------- | ------------------ | ----------------------------- | --- |
| Jónás    | nem ismert     | nem ismert     | 1917. november     | Fővárosi Állat- és Növénykert | a Budapesti Állatkert 1893-ban beszerzett első vízilova                                                        |
| Arany    | nem ismert     | nem ismert     | 1945               | Fővárosi Állat- és Növénykert | Bandival közös számos utódján keresztül máig meghatározó szerepe van az európai vízilóállomány génállományában |
| Bandi    | nem ismert     | nem ismert     | 1937               | Fővárosi Állat- és Növénykert | Arannyal közös számos utódján keresztül máig meghatározó szerepe van az európai vízilóállomány génállományában |
| Mombassa | nem ismert     | Kenya          | 1997               | Fővárosi Állat- és Növénykert | az európai vízilóállományban a nőstény vízilovak közül Mombassa génjei találhatóak meg a legnagyobb számban    |
| Nairobi  | nem ismert     | Kenya          | 1979               | Fővárosi Állat- és Növénykert | az európai vízilóállományban a hím vízilovak közül Nairobi génjei találhatóak meg a legnagyobb számban         |
| Süsü(wd) |                |                | 1994. augusztus 6. | Fővárosi Állat- és Növénykert | halálának oka, hogy egy szájába dobott és lenyelt gumilabda bélelzáródást okozott                              |

### Törpe vízilovak Magyarországon

#### Xántus János Állatkert
- Dona
- Pippo

#### Nyíregyházi Állatpark
- Broutille – 1999-ben Franciaországban született, 2006-ban érkezett nőstény, Hamletet párja
- Hamletet – 2007-ben Dániában született, 2009-ben érkezett hím, Broutille párja

#### Szegedi Vadaspark
- Chippo – a németországi Chemnitzi Állatkertből érkezett hím, Tigi párja, Dube, Mandala és ??? apja
- Dube – a vadasparkban 2012. november 17-én született hím, Tigi és Chippo fia
- Mandala – a vadasparkban 2016. április 25-én született nőstény, Tigi és Chippo lánya
- Tigi – a csehországi Olmützi Állatkertből 2007-ben érkezett nőstény, Chippo párja, Dube, Mandala és ??? anyja
- ??? – a vadasparkban 2020. január 20-án született nőstény, Tigi és Chippo lánya (a névadás 2020. február 28-a után várható)[1]

### Híres külföldi vízilovak

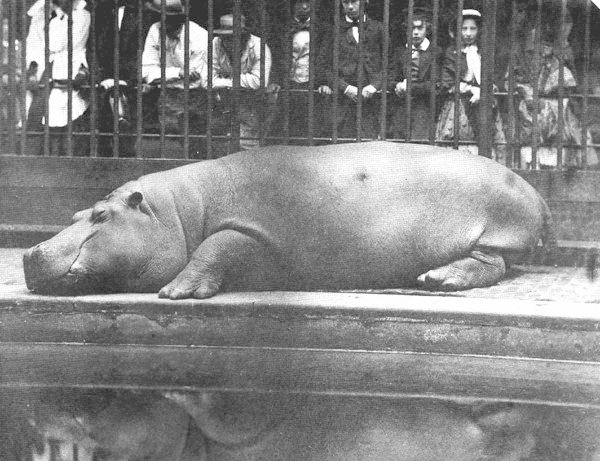
Obaysch

- Fiona(wd) – a Cincinnati Állatkertben(wd) 2017-ben született nílusi víziló
- Huberta(wd) – az "utazó víziló", Dél-Afrika egyik leghíresebb állata
- Jessica – a Dél-Afrikában élő, emberek által felnevelt nílusi víziló[2][3]
- Obaysch(wd) – az első víziló volt Európában az ókori Róma óta, a Londoni állatkert lakója
- Owen és Mzee(wd) – a cunami után kenyai vadasparkba mentett vízilókölyök, aki egy aldabrai óriásteknőst tekint anyjának[4]

## Fiktív vízilovak

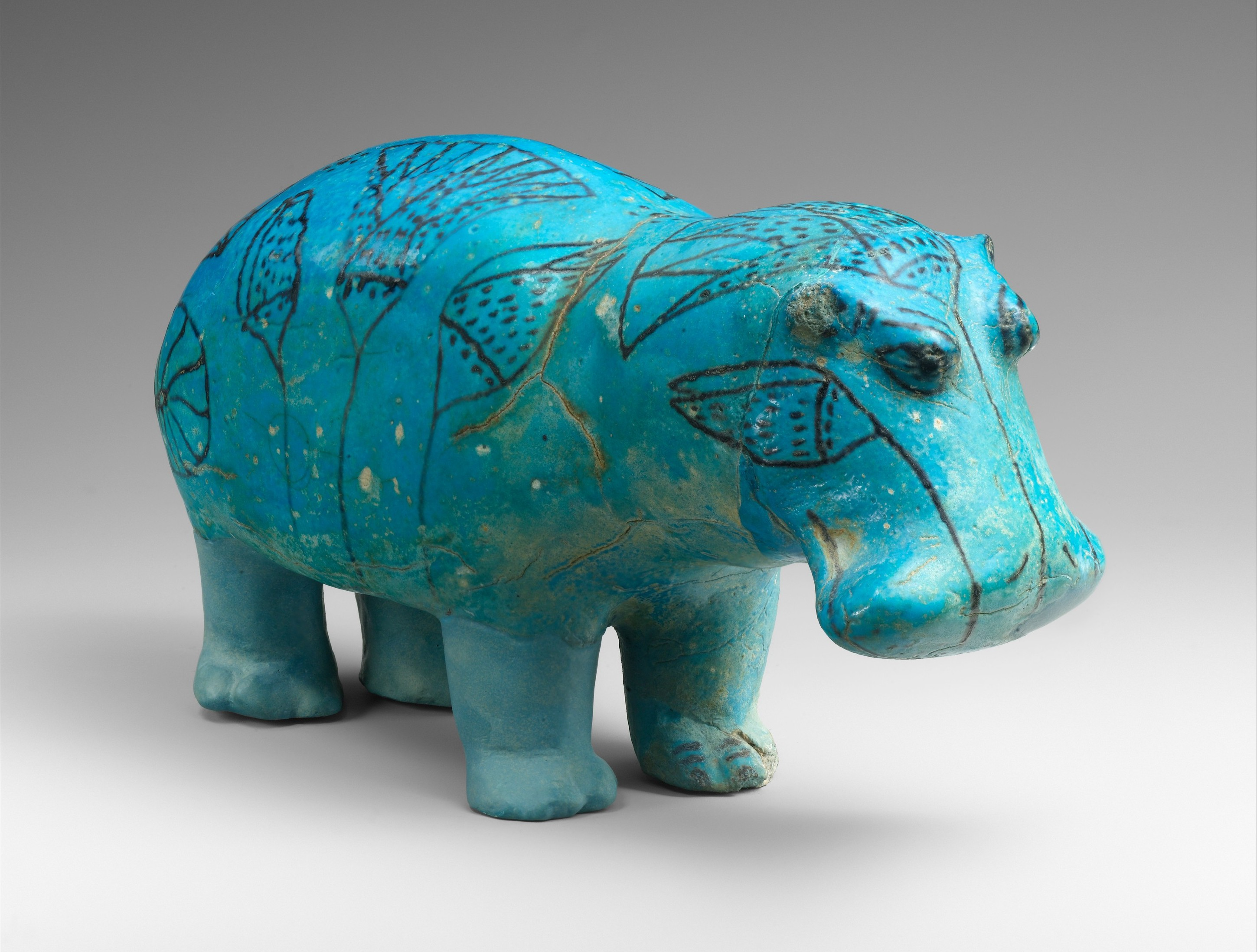
William

River Horse

Davide Rivalta: Ippopotamo in equilibrio sulla sfera

### Képzőművészet
- William(wd)
- River Horse(wd) (é. sz. 38,899491°, ny. h. 77,046780°38.899491°N 77.046780°W)
- Davide Rivalta: Ippopotamo in equilibrio sulla sfera (é. sz. 45,639637°, k. h. 13,759851°45.639637°N 13.759851°E)

### Film
- Én a vízilovakkal vagyok
- Házi víziló(wd) – Magyarországon a Média Tudor társadalmi üzenete
- Hugó, a víziló
- Madagaszkár
- Pat és Stan
- Peter Potamus(wd)

### Könyv
- Boldizsár Ildikó: Bobóország meséi
- Csécs Andrea: Süti, a viziló kalandjai
- Fred Ehrlich: Olyan nincs, hogy a víziló házat építsen!
- Stephen Fry: A víziló(wd)
- Gyárfás Endre: Víziló a Vidámparkban
- Jack Kerouac – William S. Burroughs: És megfőttek a vízilovak(wd)
- Lente Gábor: Vízilónaptej és más történetek kémiából
- Magyary Ágnes: Víziló a Szamosban
- Pusztai Ilona: A zöld lovag
- Ursel Scheffler(wd): A rózsaszín víziló
- Szoboszlai Margit: A víziló, Sziporka és Bamba Géza
- Vlagyimir Szutyejev: A víziló, aki félt az oltástól(wd)
- Paul White: Történetek a vízilóról